# FADS1
FADS1 (англ. Fatty acid desaturase 1) – білок, який кодується однойменним геном, розташованим у людей на короткому плечі 11-ї хромосоми. Довжина поліпептидного ланцюга білка становить 444 амінокислот, а молекулярна маса — 51 964.
| 10         |  | 20         |  | 30         |  | 40         |  | 50         |
| ---------- |  | ---------- |  | ---------- |  | ---------- |  | ---------- |
| MAPDPVAAET |  | AAQGPTPRYF |  | TWDEVAQRSG |  | CEERWLVIDR |  | KVYNISEFTR |
| RHPGGSRVIS |  | HYAGQDATDP |  | FVAFHINKGL |  | VKKYMNSLLI |  | GELSPEQPSF |
| EPTKNKELTD |  | EFRELRATVE |  | RMGLMKANHV |  | FFLLYLLHIL |  | LLDGAAWLTL |
| WVFGTSFLPF |  | LLCAVLLSAV |  | QAQAGWLQHD |  | FGHLSVFSTS |  | KWNHLLHHFV |
| IGHLKGAPAS |  | WWNHMHFQHH |  | AKPNCFRKDP |  | DINMHPFFFA |  | LGKILSVELG |
| KQKKKYMPYN |  | HQHKYFFLIG |  | PPALLPLYFQ |  | WYIFYFVIQR |  | KKWVDLAWMI |
| TFYVRFFLTY |  | VPLLGLKAFL |  | GLFFIVRFLE |  | SNWFVWVTQM |  | NHIPMHIDHD |
| RNMDWVSTQL |  | QATCNVHKSA |  | FNDWFSGHLN |  | FQIEHHLFPT |  | MPRHNYHKVA |
| PLVQSLCAKH |  | GIEYQSKPLL |  | SAFADIIHSL |  | KESGQLWLDA |  | YLHQ       |

A: Аланін

C: Цистеїн

D: Аспарагінова кислота

E: Глутамінова кислота

F: Фенілаланін

G: Гліцин

H: Гістидин

I: Ізолейцин

K: Лізин

L: Лейцин

M: Метіонін

N: Аспарагін

P: Пролін

Q: Глутамін

R: Аргінін

S: Серин

T: Треонін

V: Валін

W: Триптофан

Кодований геном білок за функцією належить до оксидоредуктаз. 
Задіяний у таких біологічних процесах, як метаболізм жирних кислот, метаболізм ліпідів, транспорт, біосинтез жирних кислот, біосинтез ліпідів, транспорт електронів, ацетилювання, альтернативний сплайсинг. 
Локалізований у мембрані, мітохондрії, ендоплазматичному ретикулумі.